# Companhia São Paulo e Rio de Janeiro
A Companhia São Paulo e Rio de Janeiro foi constituída por fazendeiros do Vale do Paraíba, em 1869, para a construção da Estrada de Ferro do Norte (ou Estrada de Ferro São Paulo-Rio), que ligaria os trilhos da São Paulo Railway-(SPR) em São Paulo, a Estrada de Ferro D. Pedro II, no povoado Santo Antônio da Cachoeira.
Em 1890 foi encampada pelo governo federal e em 11 de abril de 1891 incorporada à Estrada de Ferro Central do Brasil.